# 国道245号

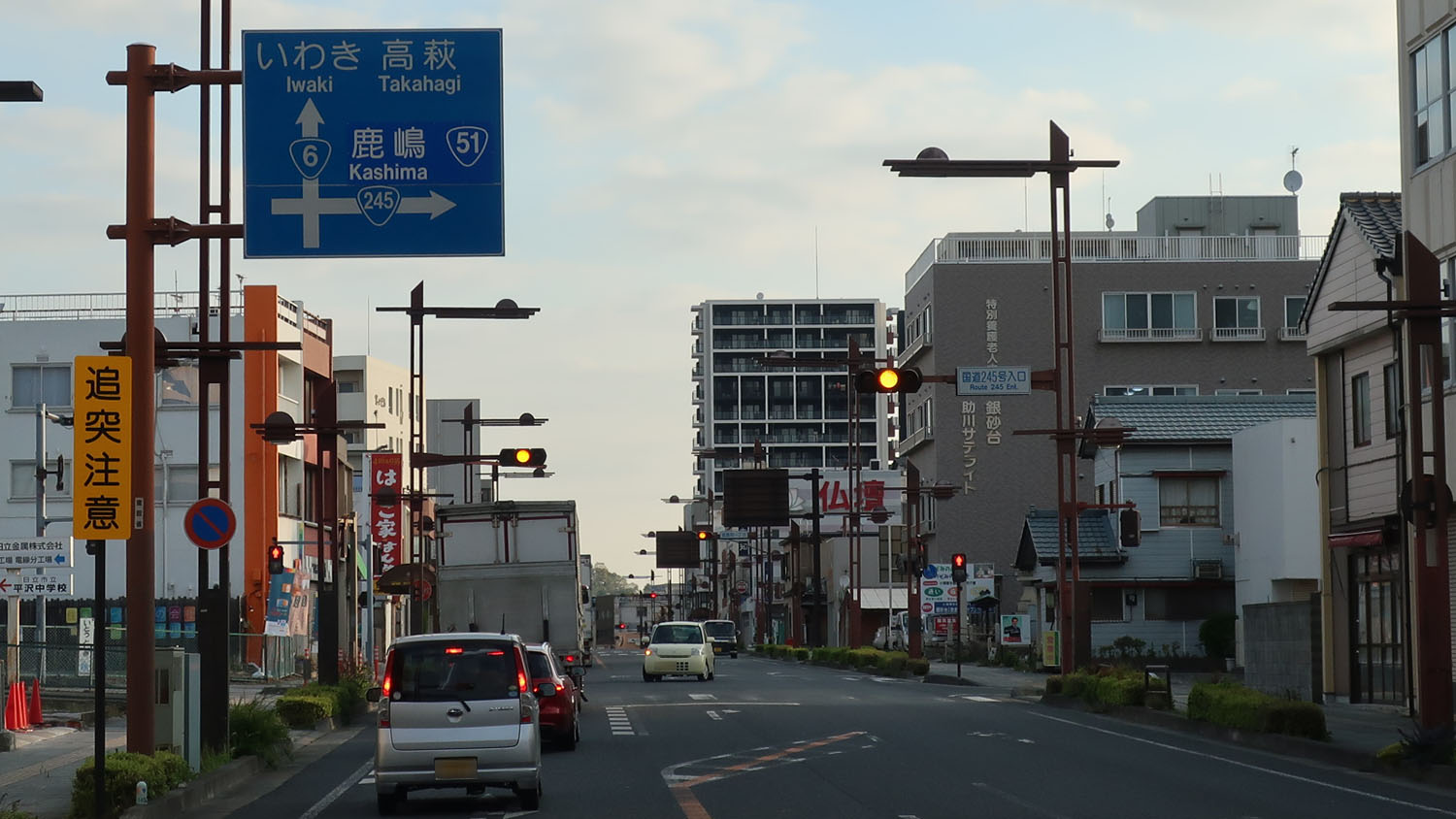
国道245号 終点
茨城県日立市
国道245号入口交差点

国道245号（こくどう245ごう）は、茨城県水戸市から日立市に至る一般国道である。

## 概要

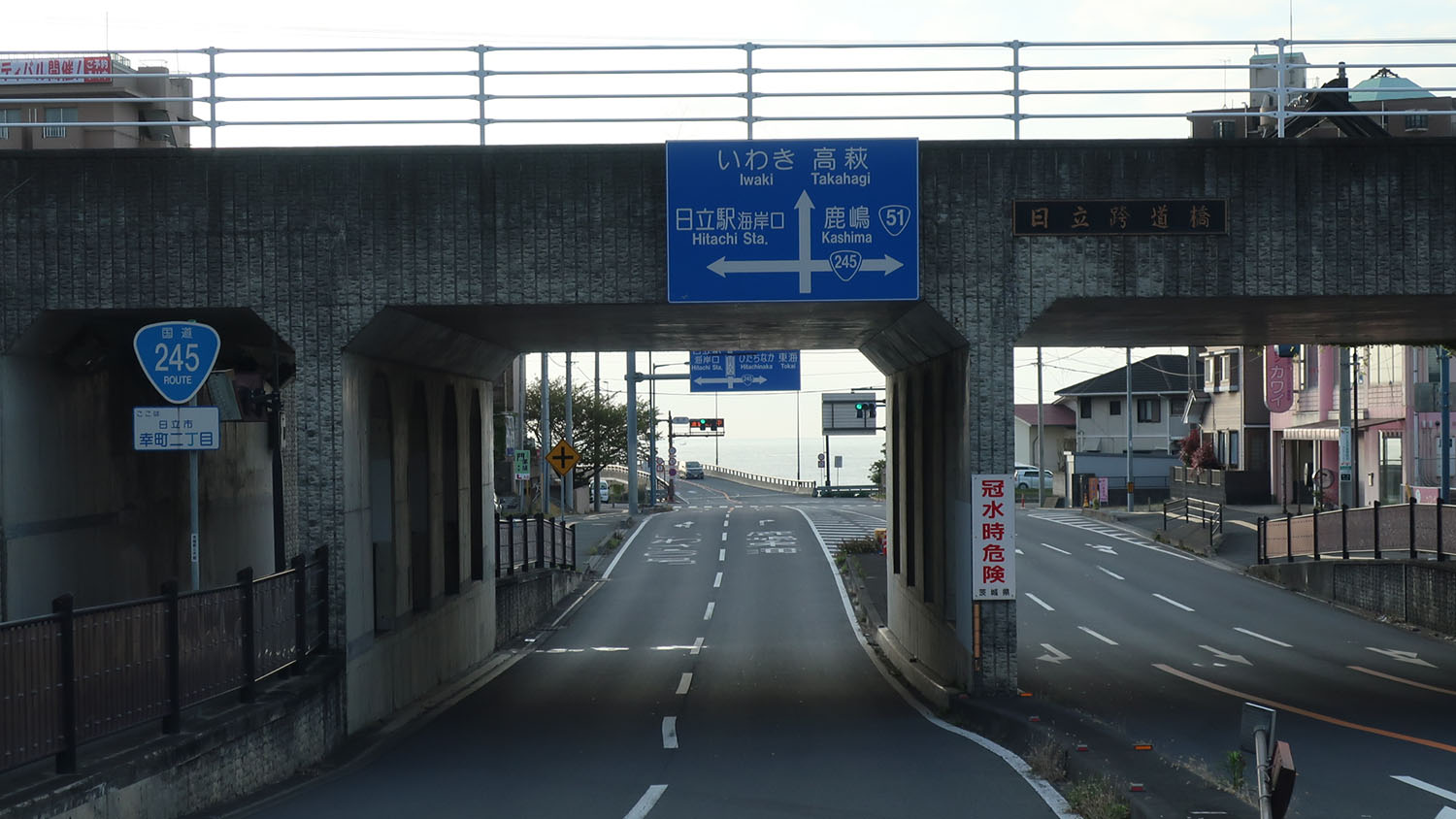
日立駅付近
茨城県日立市幸町

水戸市を起点に太平洋岸沿いに北上してひたちなか市、那珂郡東海村を経て日立市に至る茨城県県北地域臨海部の幹線道路で、比較的距離が短い一般国道の路線のひとつ。

### 路線データ
一般国道の路線を指定する政令に基づく起終点および重要な経過地は次のとおり。
- 起点：水戸市（水戸駅前交差点 = 国道50号・国道51号・国道124号終点）
- 終点：日立市（国道245号入口交差点 = 国道6号交点）
- 重要な経過地：那珂湊市[注釈 2]、勝田市[注釈 2]（馬渡）
- 総延長 : 42.3 km（重用延長を含む。）[2][注釈 3]
- 重用延長 : 9.1 km[2][注釈 3]
- 未供用延長 : なし[2][注釈 3]
- 実延長 : 33.2 km[2][注釈 3]
  - 現道 : 33.3 km[2][注釈 3]
  - 旧道 : なし[2][注釈 3]
  - 新道 : なし[2][注釈 3]
- 指定区間：国道51号と重複する区間（水戸市・水戸駅前交差点（起点） - 塩崎交差点）[3]

## 歴史
- 1956年（昭和31年）7月10日：二級国道245号水戸日立線（水戸市 - 日立市）として指定施行[4]。
- 1964年（昭和39年）3月18日：那珂郡東海村大字村松 - 日立市久慈町の道路改良および、久慈大橋を架橋・供用開始[5]。
- 1965年（昭和40年）4月1日：道路法改正により一級・二級区分が廃止されて一般国道245号として指定施行[1]。
- 1966年（昭和41年）10月13日：日立市水木町 - 同市大沼町の狭隘路（最小幅員3.0 m、延長1.08 km）を拡幅改良、新道に付け替え供用開始[6]。
- 1967年（昭和42年）7月26日：那珂郡東海村大字村松字七里松原 - 同字白根の狭隘路（最小幅員3.0 m、延長1.1 km）を線形拡幅改良[7]。
- 1972年（昭和47年）12月28日：現在のルートとなる、那珂湊市大字関戸 - 那珂郡東海村大字照沼の新道（10.351 km）の道路区域を指定[8]。
- 1973年（昭和48年）11月8日：那珂郡東海村大字照沼（茨城東病院前） - 勝田市長砂字横道東の新道（約2.3 km）を供用開始[9]。
- 1974年（昭和49年）
  - 3月4日：那珂湊市部田野（部田野交差点） - 同市獅子前のバイパス道路を供用開始[10]。
  - 10月12日：勝田市大字長砂字横道東 - 大字馬渡の新道（約3.1 km）を供用開始[11]。
- 1977年（昭和52年）
  - 5月9日：勝田市大字馬渡（馬渡下宿交差点） - 同郡東海村大字照沼（茨城東病院前交差点）の道路改良バイパス道路（6.091 km）が開通[12]。
  - 8月1日：那珂湊市関戸（湊大橋北詰） - 同市師子前、同市部田野（部田野交差点） - 勝田市大字馬渡の道路改良バイパス道路が開通[13]。
- 1978年（昭和53年）4月27日：那珂湊市関戸（湊大橋北詰） - 湊本町 -  勝田市大字馬渡（馬渡下宿交差点）の旧道（7.376 km）が指定解除され、県道那珂湊大洗線などへ降格[14]
- 1983年（昭和58年）3月31日：日立市久慈町1丁目 - 同町1丁目の旧道区間（1.506 km）が指定解除され、日立市道へ降格[15]。
- 1988年（昭和63年）8月22日：東茨城郡常澄村大字小泉地内を線形改良したバイパス道路（約1.0 km）が開通[16]。
- 1989年（平成元年）8月17日：常澄村大字小泉地内の旧道区間（1.509 km）が指定解除され常澄村道、県道[注釈 4]に降格[17]。
- 2000年（平成12年）4月1日：ひたちなか市部田野 - 日立市鹿島町2丁目の区間を、通行する車両の最大重量限度25トンの道路に指定[18]。
- 2001年（平成13年）3月1日：ひたちなか市田中後 - 同市部田野の区間を、通行する車両の最大重量限度25トンの道路に指定[19]。
- 2003年（平成15年）6月30日：水戸市塩崎町 - 同市小泉町（湊大橋）まで拡幅4車線化する区間（1.59 km）が決定する[20]。
- 2004年（平成16年）
  - 3月22日：水戸市塩崎町 - 日立市みなと町、日立市久慈町 - 同市鹿島町の各区間を、通行する車両の高さの最高限度4.1 mの道路に指定[21]。
  - 4月5日
    - ひたちなか市田中後 - 同市部田野（2.72 km）、ひたちなか市大字馬渡（0.6 km）、那珂郡東海村大字照沼 - 同村大字村松（1.772 km）を拡幅4車線化する区間が決定する[22]。
    - ひたちなか市大字馬渡（0.6 km）、那珂郡東海村大字照沼 - 同村大字村松（1.772 km）を4車線化供用開始[23]。

  - 9月27日：ひたちなか市大字馬渡 - 同市大字長砂（約0.9 km）を4車線化供用開始[24]。
- 2007年（平成19年）
  - 1月10日：ひたちなか市大字馬渡地内の一部区間を4車線化供用開始[25]。
  - 3月29日：日立市留町（留町交差点） - 同市みなと町（約1.0 km）を4車線化供用開始[26]。
  - 4月1日：日立市久慈町4丁目 - 同市久慈町1丁目間を通行する車両の高さ最高限度4.1 mの道路に指定[27]。
  - 4月20日：ひたちなか市長砂の一部区間（約1 km）を4車線化供用開始[28]。
- 2008年（平成20年）2月14日：ひたちなか市大字長砂の一部区間（約0.4 km）を4車線化供用開始[29]。
- 2011年（平成23年）10月31日：日立市留町 - 同市みなと町の区間を4車線化供用開始[30]。
- 2012年（平成24年）
  - 5月24日：湊大橋（2代目）が暫定2車線で開通[31][32]。
  - 8月30日：那珂郡東海村大字村松 - 同村大字豊岡（2.87 km）を4車線化する道路区域指定[33]
- 2013年（平成25年）12月10日：ひたちなか市田中後 - 同市獅子前地内の湊陸橋を含む区間（約0.74 km）を4車線化拡幅供用開始[34][35]。
- 2014年（平成26年）
  - 3月15日：ひたちなか市獅子前 - 同市部田野の区間を4車線化拡幅供用開始[36]。
  - 5月23日：ひたちなか市部田野の区間（約0.32 km）を4車線化拡幅供用開始[37][38]。
- 2016年（平成28年）3月22日：ひたちなか市部田野地内の区間（約0.8 km）を4車線化拡幅供用開始[39]。
- 2019年（平成31年）2月25日：日立市久慈町一丁目 - 同市大みか町三丁目（1.88 km）を4車線化する道路区域指定[40]
- 2019年（令和元年）7月31日：水戸市塩崎町（塩崎交差点） - 水戸市小泉町（湊大橋）間および、ひたちなか市獅子前 - 日立市鹿島町二丁目（国道245号入口交差点）間を、国際コンテナ車[注釈 5]の重量・長さ上限を引き上げる道路に指定[41]。
- 2021年（令和3年）
  - 2月9日：那珂郡東海村村松地内を4車線化[42]。
  - 4月1日：ひたちなか市獅子前 - 水戸市塩崎町の区間が、通行する車両の最大重量限度25トンの道路に指定される[43]。
  - 12月27日：那珂郡東海村大字白方 - 同村大字豊岡（1.3 km）を4車線化[44]。
- 2022年（令和4年）
  - 3月24日：水戸市小泉町 - ひたちなか市国神前の湊大橋（上り線）を供用して、4車線化[45][46]。
  - 4月25日：那珂郡東海村大字村松 - 那珂郡東海村大字白方の原子力科学研究所交差点付近を4車線化[47]。
- 2023年（令和5年）3月27日：那珂郡東海村村松地内における約0.8 km区間が4車線化[48][49]。
- 2024年（令和6年）6月24日：那珂郡東海村 - 日立市間の久慈大橋（新橋）を設置するための道路区域を指定[50]。

## 路線状況
沿線には、中核国際港湾・重要港湾である茨城港や日立製作所をはじめとする工場が集中している。
JR東日本水戸駅北口から国道51号と重複するため、水戸市の塩崎（しおがさき）交差点で国道51号から分岐して実延長区間（見かけ上の区間）となる。水戸市とひたちなか市の間を流れる那珂川を湊大橋で渡河する。湊大橋は、国道245号の安全で円滑な交通の確保を目的とした、水戸市小泉町地内からひたちなか市部田野地内までの延長4.8 km、道路幅25 m、車道部13 mの現道拡幅事業である那珂湊拡幅により4車線化が行われ、2022年（令和4年）3月24日、湊大橋の4車線化により那珂湊拡幅全線が4車線で供用された。
那珂郡東海村の原子力施設周辺や、開発が進む常陸那珂港や国営ひたち海浜公園が近接するひたちなか市で、たびたび交通渋滞が発生していることから、交通渋滞解消と災害関連の緊急避難道路確保を目的に、1992年（平成4年）度からひたちなか市・東海村区間で道路幅員13 mの4車線化工事が進められ、2023年（令和5年）3月27日に那珂郡東海村村松地内における約0.8 km区間の4車線化により全線が4車線で供用された。
その他にも、日立市・那珂郡東海村においては、2015年（平成27年）度から、日立港区北拡幅（延長約1.9 km）、2019年（平成31年）度から、久慈大橋4車線化（延長1.0 km）が進められている。

### 重複区間
- 国道51号・国道124号（水戸市・水戸駅前交差点（起点） - 水戸市・塩崎交差点）

### 大型トレーラー通行のための通行止め

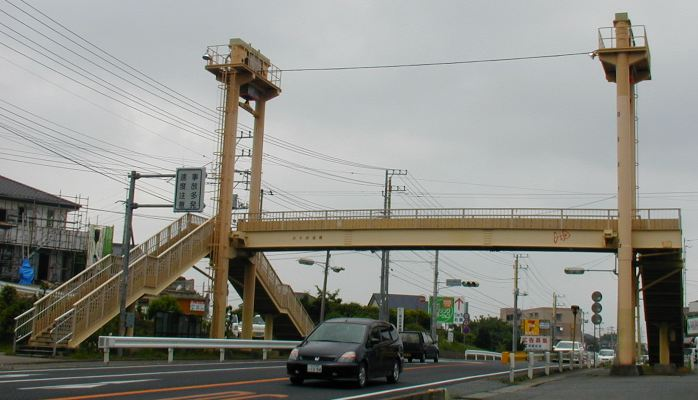
日立市内にある日立製作所で製造された大型の発電機などを日立港まで陸上輸送する際に障害にならないよう昇開式可動橋になっている歩道橋がある（写真は、日立市水木町の水木歩道橋）。

日立製作所より茨城港日立港区に送られる巨大物を、大型トレーラーにのせて夜間輸送が行われる際、245号の一部が通行止めとなる。沿道にある歩道橋（水木歩道橋・河原子歩道橋）は、トレーラーの高さまでけたを上げることができる。また、こうした巨大重量貨物の輸送に耐えるため、以前は当該区間はコンクリートの路面となっていたが、雨天時の安全確保等の目的から、現在では主にコンクリート路盤の上にアスファルト舗装を施した路面となっている。

### 道路施設

#### 橋梁
- 湊大橋（那珂川、水戸市 - ひたちなか市、北緯36度20分40.0秒 東経140度34分37.1秒 / 北緯36.344444度 東経140.576972度）
那珂川に架かる水戸市小泉町とひたちなか市関戸を結ぶ、橋長401 mの4径間連続鋼床版箱桁構造の橋梁。現在供用中の橋は2代目で、2002年（平成14年）度より約100億円の予算で事業化され、2012年（平成24年）5月24日に暫定2車線で開通した[32]。初代の湊大橋は1952年（昭和27年）8月2日に開通した4連ランガー橋で、遠くからでもよく目立つ赤いアーチ橋として長年親しまれてきたが、50年以上が経過し老朽化したために解体され、解体後は現橋を拡張して4車線化された。
  - 初代
橋長 331 m
幅員 7.5 m （車道6.5 m（2車線）、歩道なし）
  - 二代目
橋長 401 m
幅員 暫定：11 m (車道6.5 m（2車線）、片側歩道3.5 m) - 計画：25 m（車道13 m（4車線）、両側歩道3.5 m×2）
- 湊陸橋（ひたちなか海浜鉄道 湊線、ひたちなか市、北緯36度21分09.0秒 東経140度34分48.7秒）
橋長54 mの跨線橋で、橋のガード下に高田の鉄橋駅のホームがある。2013年12月10日に4車線化拡幅供用された。
- 久慈大橋（久慈川、東海村 - 日立市、北緯36度28分55.2秒 東経140度36分17.2秒）
- 新茂宮橋（茂宮川、日立市、北緯36度29分17.8秒 東経140度36分37.8秒）

#### 道の駅
- 日立おさかなセンター（日立市） - 2014年9月21日供用開始

## 地理

### 通過する自治体
- 茨城県
  - 水戸市 - ひたちなか市 - 那珂郡東海村 - 日立市

### 交差する道路
- 国道50号（水戸市・水戸駅前交差点）
- 国道6号（水戸市・渋井町交差点）
- E50 東水戸道路 - 水戸大洗IC（水戸市・水戸大洗インター交差点）
- E50 東水戸道路・常陸那珂有料道路 - ひたちなかIC
- 国道51号・国道124号（水戸市・水戸駅前交差点 - 同・塩崎交差点（重複））
- 国道293号（日立市・留町十字路）
- 国道6号 日立バイパス（日立市・旭町交差点）
- 国道6号（日立市・国道245号入口交差点）

### 沿線
- 国営ひたち海浜公園
- 茨城港常陸那珂港区
- 日本原子力研究開発機構東海研究所
- 茨城港日立港区

## ギャラリー

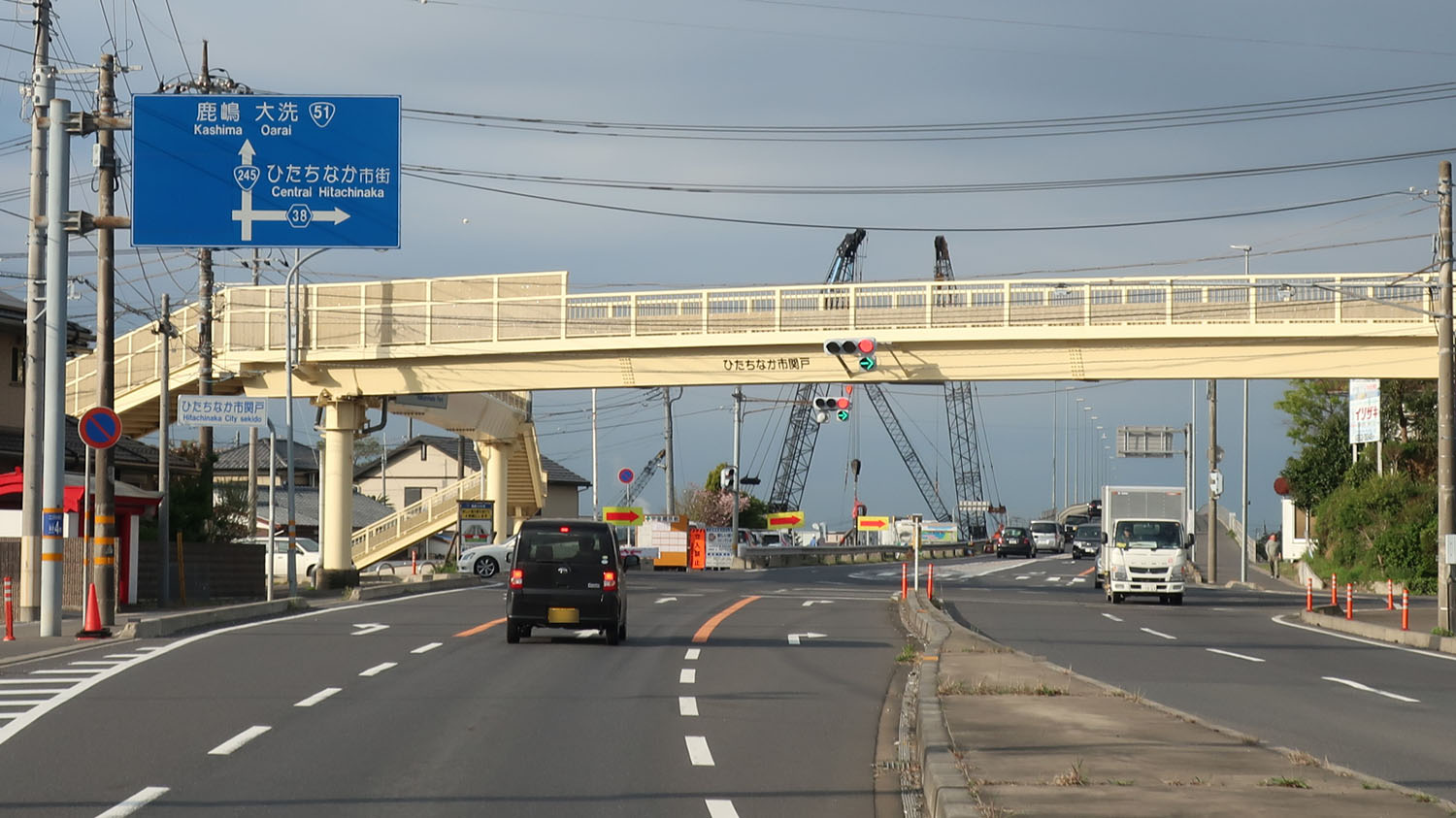
茨城県ひたちなか市 田中後
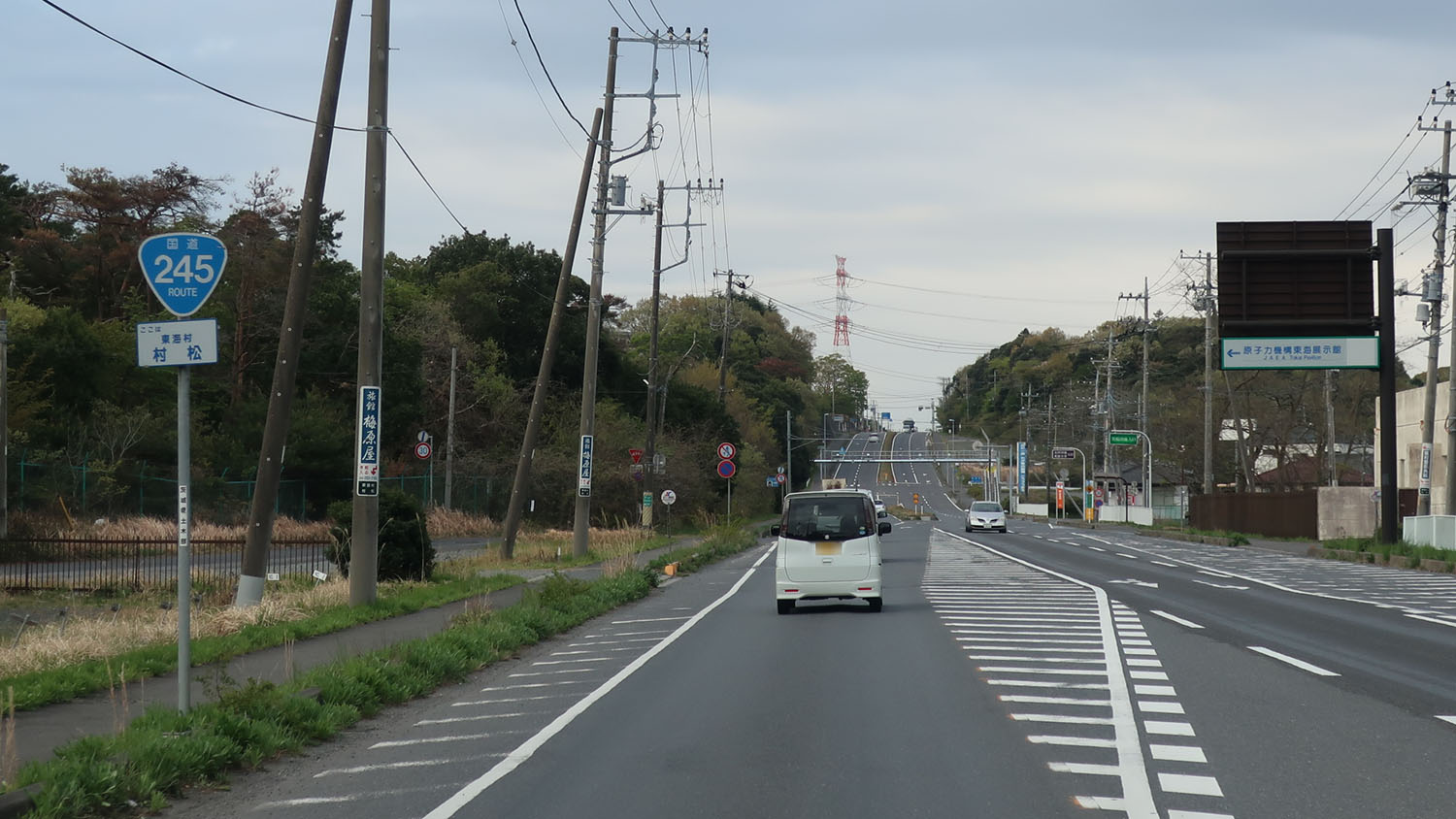
茨城県那珂郡東海村 村松
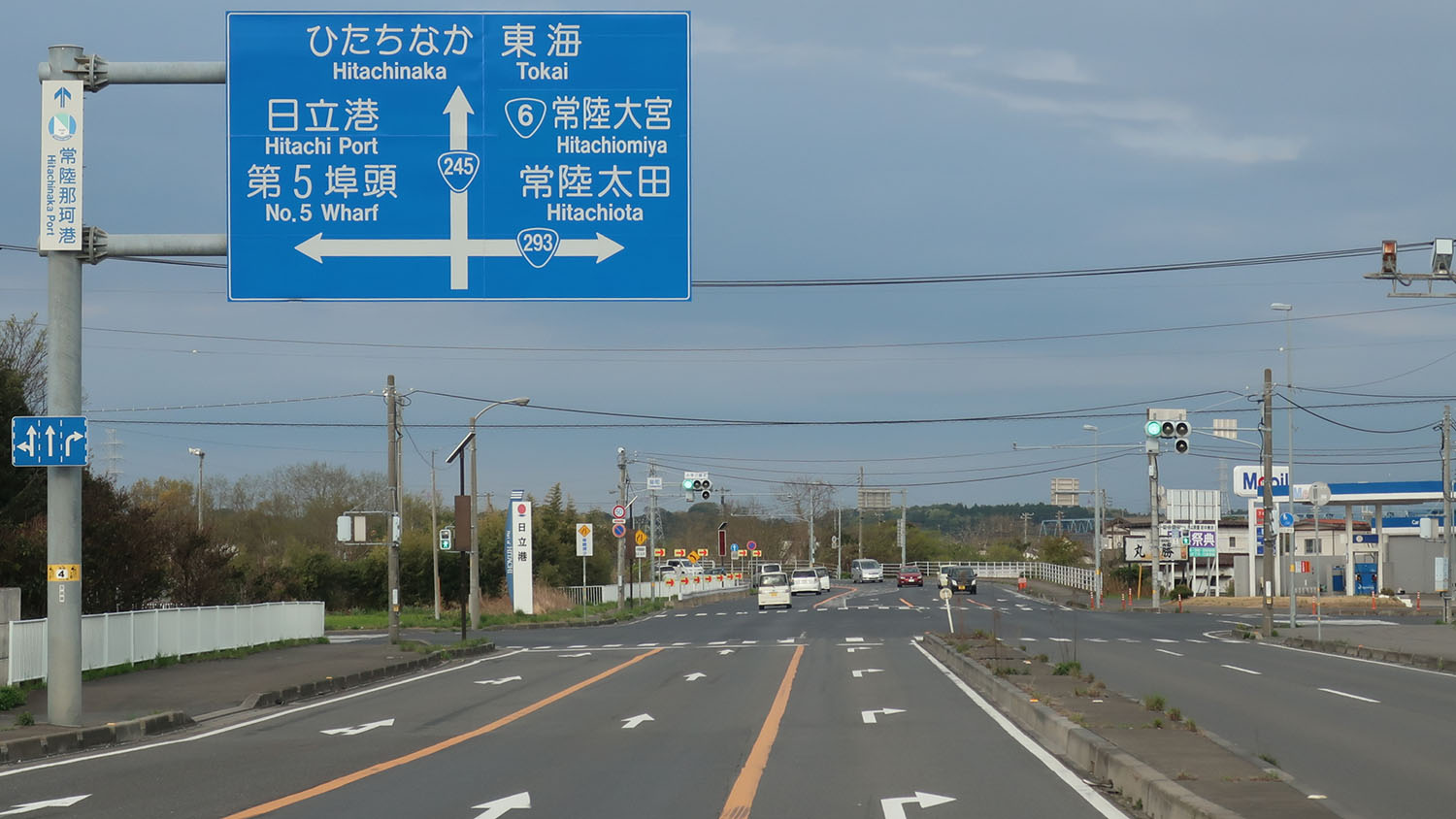
国道293号との分岐 茨城県日立市留町